# Moto di rivoluzione

Moto di rivoluzione di due generici corpi celesti attorno al loro centro di massa

Il moto di rivoluzione è il movimento che un pianeta o un altro corpo celeste compie attorno a un centro di massa. 
Il termine si può dunque riferire al moto della Terra o di un altro pianeta attorno al Sole, ma anche al moto di un satellite attorno a un pianeta o a quello di una stella attorno al centro galattico.

## Storia

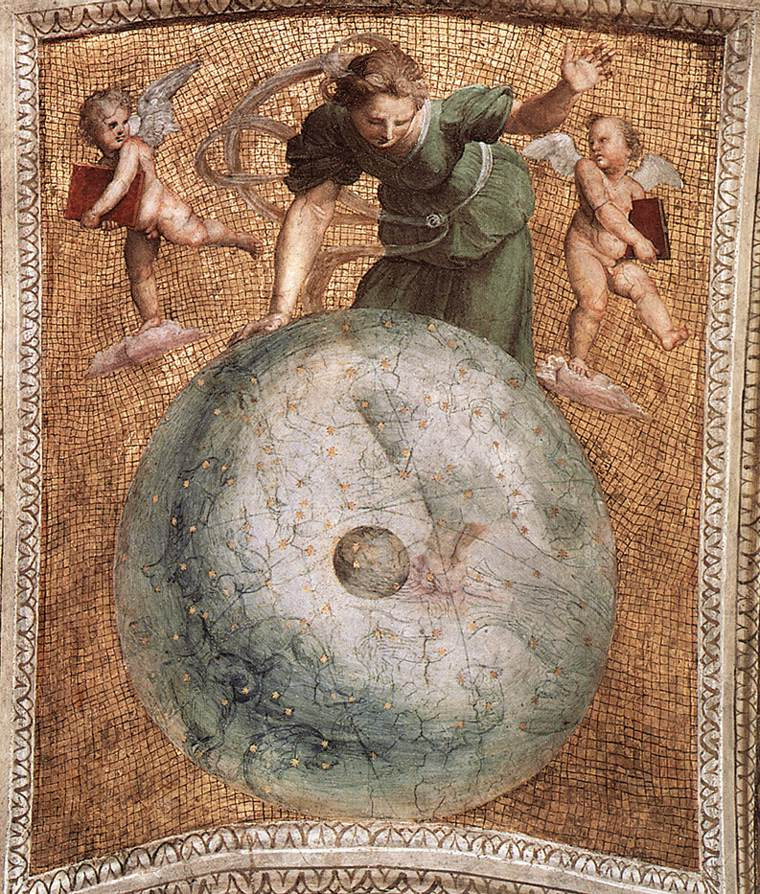
Il Primo moto (Raffaello, Stanza della Segnatura a Roma) che illustra in forma simbolica l'origine del movimento cosmico di rivoluzione: la Musa Urania fa muovere la volta celeste dell'universo, al cui centro è rappresentata la Terra.

Nell'antichità, in cui prevaleva un modello geocentrico dell'universo, ai corpi celesti era attribuito un moto di rivoluzione che aveva come centro la Terra. I vari pianeti erano collocati, come fossero incastonati, su nove sfere concentriche immateriali, simili ad orbite, le quali ruotando li facevano muovere con sé. La sfera più esterna di tutte era quella che conteneva le stelle fisse, la cui rotazione era dovuta direttamente a una causa spirituale, cioè Dio, o a seguire le schiere angeliche, ognuna delle quali si occupava di muovere una delle nove sfere inferiori. Parlando ad esempio del cielo di Venere, Dante si rivolge così ai Principati:
udite il ragionar ch'è nel mio core.»
(Dante Alighieri, Convivio, trattato II, canzone prima )
Nel commento in prosa egli specifica che nella sua canzone «s'inducono a udire ciò che dire intendo certe Intelligenze, o vero per più usato modo volemo dire Angeli, le quali sono a revoluzione del cielo di Venere, sì come movitori di quello».
Con l'adozione del modello eliocentrico, la fenomenologia dei moti di rivoluzione fu descritta da Keplero attraverso la teoria delle orbite ellittiche dei pianeti, di cui ora il Sole occupava uno dei due fuochi. Successivamente Isaac Newton fornì un supporto teorico a queste osservazioni empiriche, attribuendo i moti planetari alla presenza di un campo gravitazionale generato dal Sole. Questa teoria però non spiegava alcuni moti di rivoluzione, come quello del pianeta Mercurio, come invece avrebbe fatto in seguito la relatività generale di Einstein.

## La rivoluzione terrestre
La Terra percorre, come gli altri pianeti del sistema solare, un'orbita ellittica avente un'eccentricità di appena 0,017 attorno al Sole (che occupa uno dei due fuochi) in senso antiorario (se osservato dal polo nord celeste). La Terra raggiunge il perielio (il punto di massima vicinanza al Sole) all'inizio di gennaio, e l'afelio (il punto di massima distanza) ad inizio luglio (si osservi che l'alternarsi delle stagioni non è dovuto al variare della distanza dal Sole, poiché nell'emisfero nord del pianeta la stagione calda coincide con il periodo di massima distanza dal Sole).
L'anno può essere identificato in due diverse situazioni: 
- l'anno solare o anno tropico, cioè il tempo che deve passare perché il sole ritorni sullo zenit di uno stesso tropico, questo dura 365 giorni, 5 ore, 48 minuti e 46 secondi;
- l'anno siderale, cioè il tempo che deve passare perché il sole ritorni nella stessa posizione rispetto alle stelle, questo dura 365 giorni, 6 ore, 9 minuti e 10 secondi.[1]

La circonferenza orbitale, nel suo complesso, misura circa 940 milioni di chilometri. La sua velocità media è pari a circa 30 km/s.

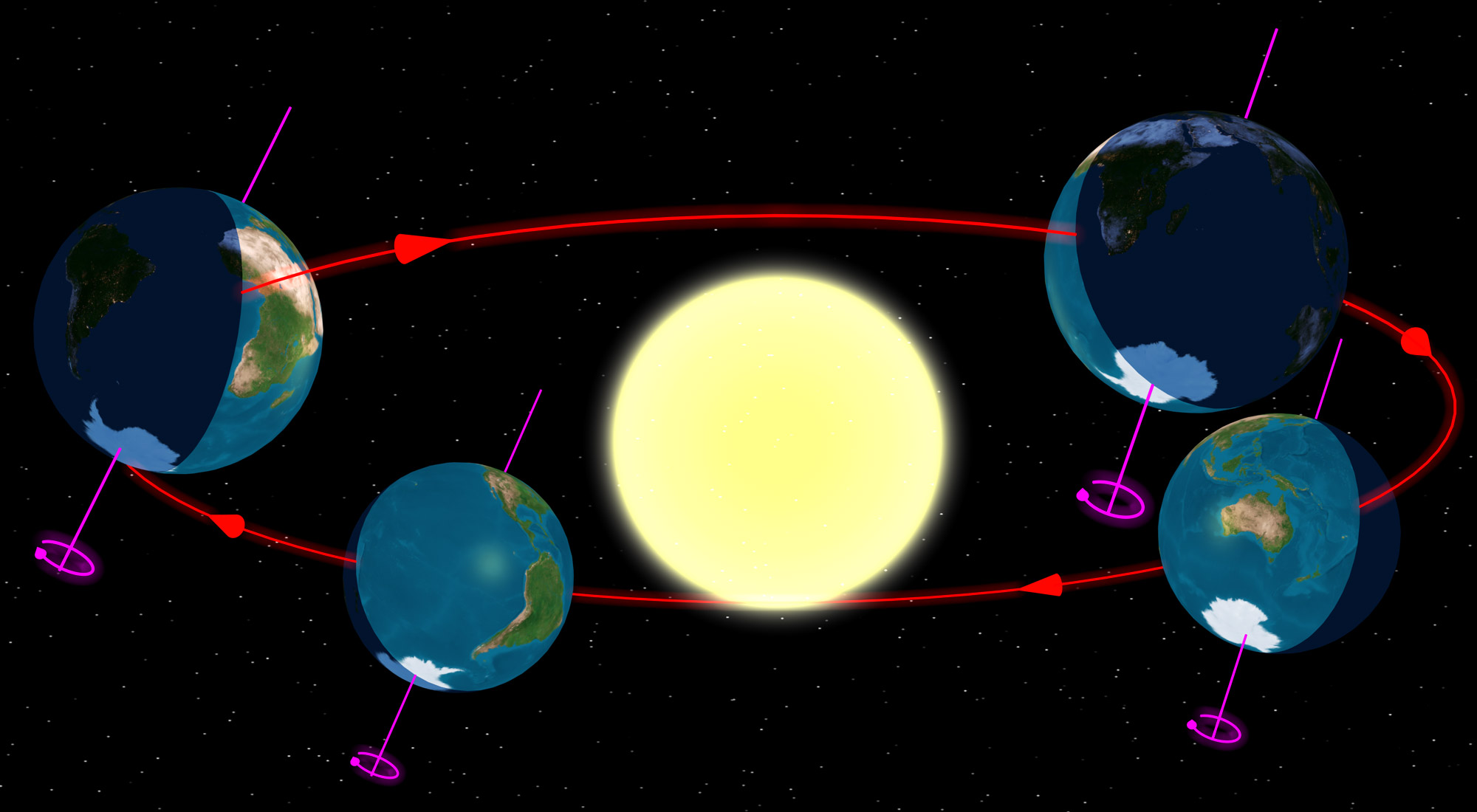
Il moto di rivoluzione e le stagioni.

In verità sia la Terra sia il Sole descrivono orbite ellittiche, delle quali uno dei fuochi è il centro di massa del sistema formato dai due corpi. Questo si trova sulla congiungente i centri dei due astri, all'interno del Sole, a soli 450 km (circa) dal suo centro poiché la massa della stella è pari a circa 334 000 volte quella del nostro pianeta. Non si commette quindi un grosso errore quando si dice che la Terra percorre un'orbita ellittica della quale il Sole occupa uno dei fuochi. 
Il non percorrere un'orbita circolare, pur se l'eccentricità è piccola, comporta che la velocità non sia uniforme: un pianeta va più veloce al perielio piuttosto che all'afelio. Tale variazione segue la seconda legge di Keplero: l'area spazzata dal raggio vettore Sole-Terra è costante per intervalli di tempo uguali, ovvero la velocità areolare è costante. Ciò discende dalla conservazione del momento angolare che si ha nei moti dovuti ad una forza centrale.